# Temporada 2008 de IndyCar Series

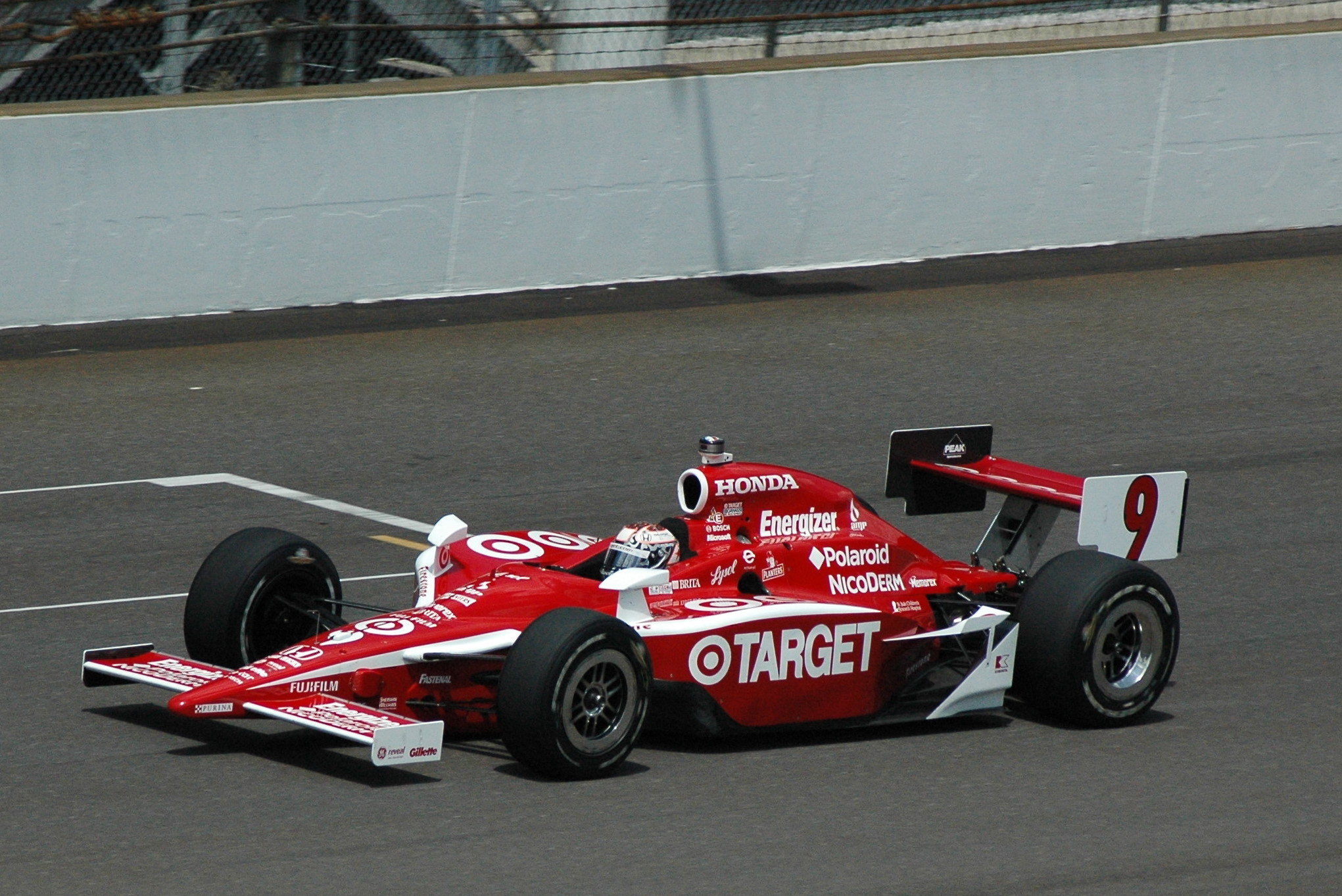
Coche de Scott Dixon Ganando la Indy 500 de 2008

La Temporada de 2008 de la Indy Car Series in Direct TV HD fue la 13.ª temporada. Su principal evento fue la 92.ª edición de las 500 millas de Indianápolis 500 el 25 de mayo. La primera carrera se llevó a cabo 29 de marzo a Homestead. Fue el reconocida como temporada 97.ª de las carreras de llantas descubiertas más antigua de América.
El 26 de febrero de 2008, las gestiones de la IRL y la Champ Car llegaron a un acuerdo para convertirse un solo organismo deportivo. La decisión puso fin a una división de doce años y se reunieron las competencias de coches llantas descubiertas más importantes de Norteamérica.

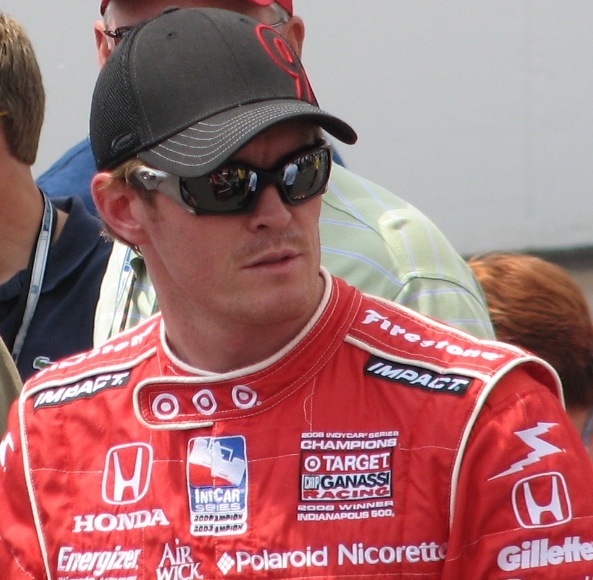
Scott Dixon, Campeón de la temporada 2008.

## Calendario
| Ronda | Fecha           | Carrera                                                      | Pista                           | Localización                |
| ----- | --------------- | ------------------------------------------------------------ | ------------------------------- | --------------------------- |
| 1     | 29 de marzo     | GAINSCO Auto Insurance Indy 300                              | Homestead-Miami Speedway        | Homestead, Florida          |
| 2     | 6 de abril      | Honda Grand Prix of St. Petersburg                           | Streets of St. Petersburg       | St. Petersburg, Florida     |
| 3A    | 20 de abril     | Indy Japan 300 (see below)                                   | Twin Ring Motegi                | Motegi, Japón               |
| 3B    | 20 de abril     | Toyota Grand Prix of Long Beach (see below)                  | Streets of Long Beach           | Long Beach, California      |
| 4     | 27 de abril     | RoadRunner Turbo Indy 300                                    | Kansas Speedway                 | Kansas City, Kansas         |
| 5     | 25 de mayo      | 92nd Indianapolis 500                                        | Indianapolis Motor Speedway     | Speedway, Indiana           |
| 6     | 1 de junio      | ABC Supply Company A.J. Foyt 225                             | The Milwaukee Mile              | West Allis, Wisconsin       |
| 7     | 7 de junio      | Bombardier Learjet 550                                       | Texas Motor Speedway            | Fort Worth, Texas           |
| 8     | 22 de junio     | Iowa Corn Indy 250                                           | Iowa Speedway                   | Newton, Iowa                |
| 9     | 28 de junio     | SunTrust Indy Challenge                                      | Richmond International Raceway  | Richmond, Virginia          |
| 10    | 6 de julio      | Camping World Watkins Glen Grand Prix                        | Watkins Glen International      | Watkins Glen, New York      |
| 11    | 12 de julio     | Firestone Indy 200                                           | Nashville Superspeedway         | Lebanon, Tennessee          |
| 12    | 20 de julio     | Honda 200                                                    | Mid-Ohio Sports Car Course      | Lexington, Ohio             |
| 13    | 26 de julio     | Rexall Edmonton Indy                                         | Edmonton City Centre Airport    | Edmonton, Alberta           |
| 14    | 9 de agosto     | Meijer Indy 300                                              | Kentucky Speedway               | Sparta, Kentucky            |
| 15    | 24 de agosto    | Peak Antifreeze & Motor Oil Indy Grand Prix of Sonoma County | Infineon Raceway                | Sonoma, California          |
| 16    | 31 de agosto    | Detroit Indy Grand Prix presented by Firestone               | Circuito callejero de Detroit   | Detroit, Míchigan           |
| 17    | 7 de septiembre | Peak Antifreeze & Motor Oil Indy 300                         | Chicagoland Speedway            | Joliet, Illinois            |
| NC    | 26 de octubre   | Nikon Indy 300                                               | Surfers Paradise Street Circuit | Surfers Paradise, Australia |

     Óvalo
     Circuito/Circuito Callejero
     Carrera fuera del campeonato

### Detalles de planificación
- El calendario original de la IndyCar Series que constaba de 13 carreras fue anunciada el 19 de septiembre de 2007. El 26 de febrero de 2008, con el anuncio de los eventos de la desaparecida Champ Car se agregarían eventos como Long Beach, Edmonton y Australia se para la temporada 2008.

- Un conflicto en la programación sin resolución se produjo entre la carrera en Motegi y Long Beach. Los equipos existentes de la IndyCar compitieron en la Indy 300 de Japón, mientras que algunos de los primeros equipos de la Champ Car compitieron en Long Beach con sus chasis Panoz DP01 de 2007. Ambas carreras se contaron para la temporada de 2008.

- Todas las horas son CET y están sujetas a cambio.

- Los nombres de las carreras y los patrocinadores siempre estuvieron sujetos a cambios.

- El Japón Indy 300 fue programada para el 12:00a.m. hora del este, pero se retrasó a las 10:00 p. m. hora del este. La causa persistente del retraso hizo que los costernados aficionados esperaran el retrasó por lluvia previa a la carrera en Japón.

- La carrera de Edmonton fue trasladada al sábado en vez del domingo para evitar entrar en conflicto con la NASCAR Allstate 400 Brickyard, ya que la Indianapolis Motor Speedway ha tenido un acuerdo de años en el que no se celebren carreras de la IRL directamente frente a las competiciones NASCAR.
- La carrera de Richmond se añadieron 50 vueltas (37,5 millas), convirtiéndola en una carrera de que originalmente eran 250 vueltas pasando a ser de 300 vueltas.

## Equipos y pilotos
| Equipos | Chasis  | Motor    | N.º. | Pilotos                   | Patrocinadores                                                 | Detalles |
| --- | ------- | -------- | ---- | ------------------------- | -------------------------------------------------------------- | --- |
| Team Penske | Dallara | Honda    | 3    | Helio Castroneves         | Kodak/Mobil 1                                                  | Ambos coches aparecen sin el patrocinio de la tabacalera Marlboro pero con sus colores y sin sus logotipos de conformidad con la MSA. el Coche #77 coche iba a competir en la Indy 500, pero al final no entró a clasificar. |
| Team Penske | Dallara | Honda    | 6    | Ryan Briscoe              | Kodak/Mobil 1                                                  | Ambos coches aparecen sin el patrocinio de la tabacalera Marlboro pero con sus colores y sin sus logotipos de conformidad con la MSA. el Coche #77 coche iba a competir en la Indy 500, pero al final no entró a clasificar. |
| Target Chip Ganassi Racing                                                                                      | Dallara | Honda    | 9    | Scott Dixon               | Target/Fujifilm/Polaroid                                       | |
| Target Chip Ganassi Racing                                                                                      | Dallara | Honda    | 10   | Dan Wheldon               | Target/Fujifilm/Polaroid                                       | |
| Target Chip Ganassi Racing                                                                                      | Dallara | Honda    | 10   | Dario Franchitti          | Target/Fujifilm/Polaroid                                       | Franchitti aparecería corriendo el coche de Dixon en la Surfer's Paradise tras su infortunio en NASCAR. |
| Andretti Green Racing                                                                                           | Dallara | Honda    | 7    | Danica Patrick            | Motorola/XM                                                    | |
| Andretti Green Racing                                                                                           | Dallara | Honda    | 11   | Tony Kanaan               | 7-Eleven                                                       | |
| Andretti Green Racing                                                                                           | Dallara | Honda    | 26   | Marco Andretti            | NYSE/Meijer/Gillette/Blockbuster                               | El coche fue pintado con el patrocinio del cuarto filme de Indiana Jones llevando el patrocinio en Indianápolis y Milwaukee. Fue también pintado con el patrocinio del filme animado en 3D Star Wars: The Clone Wars patrocinándolo en Infineon                                                                                              |
| Andretti Green Racing                                                                                           | Dallara | Honda    | 27   | Hideki Mutoh (Novato)     | Panasonic/Formula Dream                                        | |
| Rahal Letterman Racing                                                                                          | Dallara | Honda    | 16   | Alex Lloyd                | Wii Fit                                                        | Corrió únicamente Indy 500; cofinanciado junto a Chip Ganassi Racing |
| Rahal Letterman Racing                                                                                          | Dallara | Honda    | 17   | Ryan Hunter-Reay          | Ethanol Promotor e información del Patrocinador                | |
| Panther Racing                                                                                                  | Dallara | Honda    | 4    | Vítor Meira               | National Guard/Delphi                                          | El coche #83 lo conduciría en la Indy 500, pero al final no se utilizó. |
| Panther Racing                                                                                                  | Dallara | Honda    | 4    | Dan Wheldon               | National Guard/Delphi                                          | Solamente corrió este coche en Surfer's Paradise Únicamente. |
| A.J. Foyt Racing                                                                                                | Dallara | Honda    | 14   | Darren Manning            | ABC Supply Company                                             | |
| A.J. Foyt Racing                                                                                                | Dallara | Honda    | 14   | Vítor Meira               | ABC Supply Company                                             | Únicamente la Surfer's Paradise |
| A.J. Foyt Racing                                                                                                | Dallara | Honda    | 41   | Jeff Simmons              | ABC Supply Company                                             | Indy 500 only |
| A.J. Foyt Racing                                                                                                | Dallara | Honda    | 41   | Franck Perera (Novato)    | ABC Supply Company                                             | Únicamente la pista de Chicagoland |
| Vision Racing                                                                                                   | Dallara | Honda    | 2    | A. J. Foyt IV             | Eli Lilly                                                      | |
| Vision Racing                                                                                                   | Dallara | Honda    | 20   | Ed Carpenter              | Menards                                                        | |
| Vision Racing                                                                                                   | Dallara | Honda    | 22   | Davey Hamilton            | HP                                                             | Únicamente la Indy 500 |
| Vision Racing                                                                                                   | Dallara | Honda    | 22   | Paul Tracy                | Subway/Edmonton.com                                            | Corre Únicamente Edmonton; Corre bajo la asociación y consentimiento de Walker Racing |
| Dreyer & Reinbold Racing                                                                                        | Dallara | Honda    | 15   | Buddy Rice                | Jordache/Operation Homefront/Express Auto Delivery/Roll Coater | |
| Dreyer & Reinbold Racing                                                                                        | Dallara | Honda    | 23   | Milka Duno                | Citgo                                                          | Duno (Corre 11 Carreras), Bell (Corre 6 Carreras) |
| Dreyer & Reinbold Racing                                                                                        | Dallara | Honda    | 23   | Townsend Bell             | William Rast/Emu Australia/Rigid Building Systems              | Duno (Corre 11 Carreras), Bell (Corre 6 Carreras) |
| Dreyer & Reinbold Racing                                                                                        | Dallara | Honda    | 99   | Townsend Bell             | William Rast                                                   | Además de los seis carreras que corrió Bell, con el coche en el 23 #, corrió la Indy 500 en el # 99. |
| Roth Racing | Dallara | Honda    | 24   | Jay Howard (Novato)       | All Sport                                                      | Corrió las primeras 4 carreras y Watkins Glen |
| Roth Racing | Dallara | Honda    | 24   | John Andretti             | 1-800-LAS-VEGAS                                                | Condujo en Indy 500, Milwaukee, Texas, Iowa, y Richmond |
| Roth Racing | Dallara | Honda    | 25   | Marty Roth                | LIDS/Men's Warehouse                                           | |
| KV Racing Technology                                                                                            | Dallara | Honda    | 5    | Oriol Servià              | Plantronics/CDW/Wall Street Journal/Angie's List               | |
| KV Racing Technology                                                                                            | Dallara | Honda    | 8    | Will Power (Novato)       | Aussie Vineyards/Smart & Final                                 | |
| Conquest Racing                                                                                                 | Dallara | Honda    | 34   | Jaime Camara (Novato)     | Sangari                                                        | Perera corrió las 3 primeras carreras, sustituido por Cámara para el resto de la temporada |
| Conquest Racing                                                                                                 | Dallara | Honda    | 34   | Franck Perera (Novato)    | Opes Prime Group/Ares                                          | Perera corrió las 3 primeras carreras, sustituido por Cámara para el resto de la temporada |
| Conquest Racing                                                                                                 | Dallara | Honda    | 36   | Enrique Bernoldi (Novato) | Sangari                                                        | Tagliani sustituye Bernoldi en las tres últimas carreras debido a una lesión |
| Conquest Racing                                                                                                 | Dallara | Honda    | 36   | Alex Tagliani             | Ubisoft/Sennheiser/Sangari                                     | Tagliani sustituye Bernoldi en las tres últimas carreras debido a una lesión |
| Newman/Haas/Lanigan Racing                                                                                      | Dallara | Honda    | 02   | Justin Wilson (Novato)    | McDonald's                                                     | |
| Newman/Haas/Lanigan Racing                                                                                      | Dallara | Honda    | 06   | Graham Rahal (Novato)     | Rexall/Hole in the Wall Camps                                  | |
| Dale Coyne Racing                                                                                               | Dallara | Honda    | 18   | Bruno Junqueira           | Z-Line Designs                                                 | |
| Dale Coyne Racing                                                                                               | Dallara | Honda    | 19   | Mario Moraes (Novato)     | Sonny's Real Pit Bar-B-Q                                       | |
| HVM Racing | Dallara | Honda    | 33   | E. J. Viso (Novato)       | PDVSA                                                          | Formó parte del equipo Team Minardi USA, el antiguo equipo de Champ Car. Corrió todas las carreras con la excepción de Nashville. |
| Pacific Coast Motorsports                                                                                       | Dallara | Honda    | 96   | Mario Domínguez (Novato)  | Ciudad de México Tourism Board                                 | Corrió en el Long Beach tenía previsto correr la Indy 500. No clasifica (DNQ), Luego tuvo una nueva posibilidad de correr revaluando su enfoque en los circuitos Óvalos como Texas, además enfocándose también en los Circuitos Autódromo y Callejeros. Corrió las cuatro carreras siguientes: Watkins Glen, Mid-Ohio, Edmonton, e Infineon. |
| Participantes que solo aspiraron a entrar para las 500 Millas de Indianápolis y algunas carreras del campeonato |         |          |      |                           |                                                                | |
| Luczo Dragon Racing                                                                                             | Dallara | Honda    | 12   | Tomas Scheckter           | Symantec                                                       | Únicamente corre Kansas, Indy 500, Texas, Infineon, Detroit, and Chicagoland |
| Rubicon Race Team                                                                                               | Dallara | Honda    | 44   | Max Papis                 | LifeLock                                                       | Únicamente Indy 500. - No clasifica. |
| Sarah Fisher Racing                                                                                             | Dallara | Honda    | 67   | Sarah Fisher              | Dollar General/text4cars.com                                   | Únicamente Indy 500, Kentucky, y Chicagoland. |
| CURB/Agajanian/Beck Motorsports/Wellman Racing                                                                  | Dallara | Honda    | 77   | Roger Yasukawa            | Interush                                                       | Únicamente Motegi |
| CURB/Agajanian/Beck Motorsports/Wellman Racing                                                                  | Dallara | Honda    | 98   | Roger Yasukawa            | Curb Records/hhgregg/Real Power                                | Únicamente inscribe el coche para la Indy 500, pero no se logra clasificar. - Falla la Clasificación |
| American Dream Motorsports                                                                                      | Panoz   | Honda    | 88   | Phil Giebler              | Gardner Trucking                                               | Únicamente Indy 500 solo - práctica para la Indy, falla la clasificación, anteriormente intentó clasificar también con el equipo Playa del Racing. |
| Hemelgarn Johnson Racing                                                                                        | Dallara | Honda    | 91   | Buddy Lazier              | LifeLock, MDA                                                  | Únicamente Indy 500. |
| PDM Racing | Panoz   | Honda    | TBA  | TBA                       | TBA                                                            | Únicamente la Indy 500 - Pero no participó en la competencia. |
| Participaciones únicamente en Long Beach                                                                        |         |          |      |                           |                                                                | |
| Forsythe/Pettit Racing                                                                                          | Panoz   | Cosworth | 3    | Paul Tracy                | INDECK                                                         | |
| Forsythe/Pettit Racing                                                                                          | Panoz   | Cosworth | 7    | Franck Montagny           | INDECK                                                         | |
| Forsythe/Pettit Racing                                                                                          | Panoz   | Cosworth | 37   | David Martínez            | INDECK                                                         | [ 15 ] |
| Minardi Team USA/HVM Racing                                                                                     | Panoz   | Cosworth | 4    | Nelson Philippe           | Muermans Group                                                 | |
| Minardi Team USA/HVM Racing                                                                                     | Panoz   | Cosworth | 14   | Roberto Moreno            | Muermans Group                                                 | |
| Rocketsports | Panoz   | Cosworth | 9    | Antônio Pizzonia          | Borla Exhaust                                                  | |
| Rocketsports | Panoz   | Cosworth | 10   | Juho Annala               | Pulp Agency/Rockstar Energy Drink                              | |
| KV Racing Technology                                                                                            | Panoz   | Cosworth | 12   | Jimmy Vasser              | Plantronics/HP                                                 | [ 16 ] |
| Walker Racing                                                                                                   | Panoz   | Cosworth | 15   | Alex Tagliani             | CEC Wheels                                                     | |
| Pacific Coast Motorsports                                                                                       | Panoz   | Cosworth | 29   | Alex Figge                | Imperial Capital Bank                                          | |

### Nota
- Todas las carreras utilizaron neumáticos Firestone
- El 5 de marzo, la IRL anunció que los exequipos de la Champ Car se fusionaban con los equipos actuales de la IndyCar para ayudar a su transición.

## Desarrollo de la temporada

### Anuncios para la temporada
- PICO será el producto de aceite oficial de la Indy Racing League.
- DirecTV será el patrocinador presentador de la serie IndyCar por un año.
- Coca-Cola será el segundo patrocinador como la bebida oficial de la Serie IndyCar hasta el año 2010.
- Raybestos será el patrocinador de la competencia de frenados preferido hasta el 2009, además del evento patrocinador del Raybestos Road y el desafío de la calle de boxes, dicha concesión es de $ 5,000 para el ganador de cada carrera en los Óvalos en y las carrera de circuito urbano y $ 25,000 para el conductor con el mayor promedio de llegada en la calle de boxes y los cursos de carrera al final de la temporada.
- Izod ha firmado un acuerdo de varios años para ser el proveedor de ropa oficial de la Serie IndyCar, Patrocinador de la serie desde 2010.

### Desarrollo del programa
- El Honda del Grand Prix of St. Petersburg estará hasta 2013. Así lo informó el 6 de abril de 2008.
- La Milla de Milwaukee será la carrer posterior a la Indy 500.
- Michigan International Speedway, ha sido eliminado del calendario de 2008.

- Iowa Speedway fue renovada hasta el 2009.

- Texas Motor Speedway, firmó un contrato de un año de extensión y dos años más hasta el 2009.

- Detroit se celebrará el 31 de agosto de 2008, parte del Día del Trabajo en EE. UU., en conjunto con la ALMS.

- Mid-Ohio firmó un contrato por tres años hasta el 2009 o más.

- A continuación se informó de la imposibilidad de ampliar los horarios en 2008. Sin embargo, ninguno fue parte del anuncio oficial el 19 de septiembre.

- Tras una prueba de viabilidad en septiembre de 2006, y un ensayo abierto el 31 de enero, del 31 al 1 de febrero de 2007, la Serie IndyCar todavía estuvo considerando correr en Daytona International Speedway.

- La Serie IndyCar estuvo explorando la posibilidad de celebrar nuevas carreras en Biloxi, Sepang, Palm Springs y Denver.

- Un posible caso ha sido examinado en el óvalo de Rockingham Speedway en Carolina del Norte. El circuito fue subastado el 2 de octubre de 2007, y fue comprada por el ex Indy 500 Andy Hillenburg, quien de inmediato volvió a abrir la pista celebrando una carrera de ARCA el 4 de mayo de 2008.

- Se considera un retorno a Phoenix.

- La sustitución de Míchigan iba a ser anunciada por la liga para mantener un horario de la carrera #17. Los funcionarios de la liga solo habían confirmado que sería en los Estados Unidos, y sería una nueva sede en California. Los rumores sugieren un circuito urbano en el Dodger Stadium. Nunca llegó a buen término.

- El 12 de octubre de 2007, la Serie IndyCar realizó un ensayo abierto en el Barber Motorsports Park. Funcionarios de la pista indicaron que están estudiando una carrera para el año 2009.

### La unificación con la Champ Car
El 23 de enero de 2008, Robin Miller informó de que Tony George le había ofrecido a la Champ Car la gestión de una propuesta que incluía coches gratis y contratos de arrendamiento de motores a equipos de la Champ Car dispuestos a correr todo el calendario 2008 de la IndyCar a cambio de la adición de coches para las fechas de la Champ Car de Long Beach, Toronto, Edmonton, Ciudad de México, y Australia dentro del calendario de la Serie IndyCar, efectivamente reuniéndose unir las carreras de coches de América. La oferta fue hecha inicialmente en noviembre de 2007. El 10 de febrero de 2008, Tony George, junto con la IRL y sus representantes Terry Angstadt y Brian Barnhart, además del ejecutivo Robert Clarke exejecutivo de la marca de motores Honda, viajaron a Japón para discutir mover el Japón Indy 300 que se hace en Twin Ring Motegi. Al mover dicha carrera, o posponerla, sería necesario a fin de acomodar el Grand Prix de Long Beach, el cual estuvo programado para el mismo fin de semana. El optimismo después de la reunión fue positiva.
El 19 de febrero de 2008, Robin Miller informó a Speed Channel y a Curt Cavin en los blogs sobre IndyStar.com que las gestiones de la Indy Racing League y la Champ Car han llegado a un acuerdo para convertirse en una sola entidad. La medida efectivamente pone fin a una división de 12 años y una reunificación de las carreras más importantes de Norteamércia. Mientras tanto, Brian Barnhart anunció que Tony George, está negociando la unificación, y el inventario de los chasis de IndyCar y sobre los equipos el cual se les proveerán coches de Champ ha estado en marcha. El 22 de febrero, Cavin inicialmente informó de que ningún acuerdo había sido alcanzado entre la IRL y CCWS, en la que tuvieron una larga reunión durante la cena entre George y el presidente de CCWS]]]] Kevin Kalkhoven la noche anterior. Más tarde, sin embargo, se informó que el acuerdo de fusión ha sido completado, confirmada por George, y que sería anunciada formalmente en una conferencia de prensa la semana siguiente.

### Los cambios de reglas
- A tiempo completo para la serie IndyCar las entradas en las carreras comenzó la obligatoria la utilización de paletas de cambio en 2008.
- Las paletas de cambio en las 500 solo las entradas en Indianápolis será opcional.
- Los coches estarán equipados con un " Zylon " una intrusión de una fibra de barreras sintéticas.
- Para los eventos de pista ovalada, la calificación va a cambiar de sola vuelta a cuatro vueltas, rigiéndose por velocidad media y el total de las cuatro vueltas, similar a la utilizada en Indianápolis en la mayoría de años desde que se implementó en 1920.
- La mezcla del control del combustible ajustable se reanudará en 2008.
- Debido a la adición de nuevos coches aportado por la unificación, junto a los circuitos permanentes y callejeros el procedimiento de clasificación se cambiará a un formato de eliminatorias de clasificatorias, comenzando con un par de sesiones preliminares, cada una compuesta de la mitad del campo, los seis pilotos más rápidos de cada sesión preliminar irán a un tercer período de sesiones y los seis pilotos más rápidos de la sesión van a competir por la pole en él la clasificación de los Seis Rápidos de Firestone, muy similar al formato de clasificación de la Fórmula 1.

### Resultados de las competencias
| Ronda | Carrera          | Pole position     | Vuelta Rápida     | Mayor Número de Vueltas Lideradas | Piloto ganador    | Equipo ganador             |
| ----- | ---------------- | ----------------- | ----------------- | --------------------------------- | ----------------- | -------------------------- |
| 1     | Homestead        | Scott Dixon       | Ryan Briscoe      | Marco Andretti                    | Scott Dixon       | Target Chip Ganassi Racing |
| 2     | St. Petersburg   | Tony Kanaan       | Tony Kanaan       | Graham Rahal                      | Graham Rahal      | Newman/Haas/Lanigan Racing |
| 3A    | Motegi           | Hélio Castroneves | Hélio Castroneves | Scott Dixon                       | Danica Patrick    | Andretti Green Racing      |
| 3B    | Long Beach       | Justin Wilson     | Antônio Pizzonia  | Will Power                        | Will Power        | KV Racing                  |
| 4     | Kansas           | Scott Dixon       | Scott Dixon       | Scott Dixon                       | Dan Wheldon       | Target Chip Ganassi Racing |
| 5     | Indianápolis     | Scott Dixon       | Marco Andretti    | Scott Dixon                       | Scott Dixon       | Target Chip Ganassi Racing |
| 6     | Milwaukee        | Marco Andretti    | Scott Dixon       | Scott Dixon                       | Ryan Briscoe      | Team Penske                |
| 7     | Fort Worth       | Scott Dixon       | Dan Wheldon       | Hélio Castroneves                 | Scott Dixon       | Target Chip Ganassi Racing |
| 8     | Iowa             | Scott Dixon       | Ryan Briscoe      | Hélio Castroneves                 | Dan Wheldon       | Target Chip Ganassi Racing |
| 9     | Richmond         | Tony Kanaan       | Tony Kanaan       | Tony Kanaan                       | Tony Kanaan       | Andretti Green Racing      |
| 10    | Watkins Glen     | Ryan Briscoe      | Ryan Briscoe      | Ryan Briscoe                      | Ryan Hunter-Reay  | Rahal Letterman Racing     |
| 11    | Nashville        | Hélio Castroneves | Tony Kanaan       | Tony Kanaan                       | Scott Dixon       | Target Chip Ganassi Racing |
| 12    | Mid-Ohio         | Hélio Castroneves | Ryan Briscoe      | Ryan Briscoe                      | Ryan Briscoe      | Team Penske                |
| 13    | Edmonton         | Ryan Briscoe      | Hélio Castroneves | Hélio Castroneves                 | Scott Dixon       | Target Chip Ganassi Racing |
| 14    | Kentucky         | Scott Dixon       | Ed Carpenter      | Scott Dixon                       | Scott Dixon       | Target Chip Ganassi Racing |
| 15    | Sonoma           | Hélio Castroneves | Hélio Castroneves | Hélio Castroneves                 | Hélio Castroneves | Team Penske                |
| 16    | Detroit          | Scott Dixon       | Justin Wilson     | Hélio Castroneves                 | Justin Wilson     | Newman/Haas/Lanigan Racing |
| 17    | Chicagoland      | Ryan Briscoe      | Justin Wilson     | Hélio Castroneves                 | Hélio Castroneves | Team Penske                |
| NC    | Surfers Paradise | Will Power        | Dario Franchitti  | Ryan Briscoe                      | Ryan Briscoe      | Team Penske                |

     Carrera fuera del Campeonato

## Estadísticas
| Posiciones | Pilotos            | HMS | STP | MOT1 | LBH1 | KAN | INDY | MIL | TXS | IOW | RIR | WGL | NSH | MDO | EDM | KTY | SNM | DET | CHI | Puntos | SUR2 |
| ---------- | ------------------ | --- | --- | ---- | ---- | --- | ---- | --- | --- | --- | --- | --- | --- | --- | --- | --- | --- | --- | --- | ------ | ---- |
| 1          | Scott Dixon        | 1   | 22  | 3*   |      | 3*  | 1*   | 2*  | 1   | 4   | 3   | 11  | 1   | 3   | 1   | 1*  | 12  | 5   | 2   | 646    | 2    |
| 2          | Hélio Castroneves  | 4   | 2   | 2    |      | 4   | 4    | 5   | 2*  | 14* | 2   | 16  | 3   | 2   | 2*  | 2   | 1*  | 2*  | 1*  | 629    | 7    |
| 3          | Tony Kanaan        | 8   | 3   | 5    |      | 2   | 29   | 3   | 5   | 18  | 1*  | 3   | 4*  | 7   | 9   | 8   | 3   | 3   | 4   | 513    | 21   |
| 4          | Dan Wheldon        | 3   | 12  | 4    |      | 1   | 12   | 4   | 4   | 1   | 4   | 24  | 2   | 17  | 7   | 5   | 4   | 20  | 6   | 492    | 11   |
| 5          | Ryan Briscoe       | 19  | 23  | 9    |      | 7   | 23   | 1   | 3   | 7   | 15  | 12* | 23  | 1*  | 6   | 7   | 2   | 9   | 3   | 447    | 1*   |
| 6          | Danica Patrick     | 6   | 10  | 1    |      | 19  | 22   | 9   | 10  | 6   | 6   | 14  | 5   | 12  | 18  | 11  | 5   | 16  | 10  | 379    | 18   |
| 7          | Marco Andretti     | 2*  | 25  | 18   |      | 5   | 3    | 21  | 19  | 3   | 9   | 5   | 24  | 25  | 17  | 3   | 14  | 18  | 8   | 363    | 13   |
| 8          | Ryan Hunter-Reay   | 7   | 17  | 7    |      | 18  | 6    | 15  | 20  | 8   | 16  | 1   | 19  | 10  | 8   | 9   | 18  | 6   | 9   | 360    | 3    |
| 9          | Oriol Servià       | 12  | 7   |      | 5    | 11  | 11   | 6   | 26  | 16  | 5   | 23  | 16  | 5   | 5   | 12  | 15  | 4   | 17  | 358    | 5    |
| 10         | Hideki Mutoh       | 24  | 6   | 11   |      | 6   | 7    | 12  | 6   | 2   | 13  | 9   | 14  | 9   | 27  | 18  | 13  | 11  | 22  | 346    | 8    |
| 11         | Justin Wilson      | 15  | 9   |      | 19   | 9   | 27   | 7   | 27  | 12  | 7   | 25  | 18  | 11  | 3   | 24  | 9   | 1   | 11  | 340    | 12   |
| 12         | Will Power         | 25  | 8   |      | 1*   | 27  | 13   | 14  | 13  | 9   | 25  | 15  | 11  | 4   | 22  | 26  | 25  | 8   | 5   | 331    | 22   |
| 13         | Vítor Meira        | 10  | 19  | 16   |      | 22  | 2    | 22  | 7   | 15  | 20  | 22  | 6   | 6   | 19  | 4   | 7   | 17  | 27  | 324    | 14   |
| 14         | Darren Manning     | 13  | 13  | 8    |      | 24  | 9    | 13  | 28  | 21  | 12  | 2   | 9   | 8   | 10  | 19  | 22  | 12  | 7   | 323    |      |
| 15         | Ed Carpenter       | 5   | 18  | 6    |      | 10  | 5    | 20  | 9   | 23  | 11  | 17  | 8   | 15  | 13  | 6   | 23  | 14  | 28  | 320    | 20   |
| 16         | Buddy Rice         | 11  | 15  | 12   |      | 20  | 8    | 10  | 8   | 22  | 22  | 4   | 7   | 20  | 11  | 10  | 11  | 19  | 25  | 306    | 10   |
| 17         | Graham Rahal       |     | 1*  |      | 13   | 12  | 33   | 25  | 11  | 10  | 18  | 8   | 12  | 16  | 26  | 25  | 8   | 13  | 19  | 288    | 9    |
| 18         | E. J. Viso         | 17  | 4   |      | 9    | 14  | 26   | 8   | 14  | 13  | 10  | 10  |     | 22  | 15  | 13  | 6   | 24  | 23  | 286    | 6    |
| 19         | A. J. Foyt IV      | 9   | 11  | 15   |      | 8   | 21   | 17  | 12  | 5   | 24  | 19  | 22  | 18  | 12  | 20  | 20  | 10  | 13  | 280    | 17   |
| 20         | Bruno Junqueira    | 23  | 24  |      | 12   | 15  | 20   | 18  | 15  | DNS | 23  | 6   | 15  | 13  | 14  | 14  | 17  | 7   | 20  | 256    | 15   |
| 21         | Mario Moraes       | 16  | 16  |      | 20   | 17  | 18   | 23  | 18  | 19  | 17  | 7   | 10  | 24  | 20  | 17  | 10  | 15  | 21  | 244    | 24   |
| 22         | Enrique Bernoldi   | 18  | 5   |      | 4    | 25  | 15   | 16  | 23  | 17  | 26  | 21  | 20  | 26  | 16  | 22  | 21  |     |     | 220    |      |
| 23         | Jaime Camara       |     |     |      |      | 21  | 31   | 24  | 24  | 20  | 14  | 18  | 21  | 14  | 23  | 16  | 24  | 25  | 18  | 174    | 19   |
| 24         | Marty Roth         | 21  | DNS | 17   |      | 26  | 32   | DNS | 22  | DNS | 19  |     | 13  | 21  | 21  | 23  | 26  | DNS | 16  | 166    |      |
| 25         | Milka Duno         | 20  |     |      |      | 16  | 19   | 17  | 24  |     |     | 20  | 17  | 23  |     | 21  |     | 23  | 14  | 140    |      |
| 26         | Townsend Bell      |     | 21  | 10   |      |     | 10   | 11  |     |     | 8   |     |     |     | 25  |     | 19  |     |     | 117    | 23   |
| 27         | Mario Domínguez    |     |     |      | 3    |     | DNQ  | 26  | 21  |     |     | 13  |     | 19  | 24  |     | 16  |     |     | 112    |      |
| 28         | Jay Howard         | 22  | 14  | 13   |      | 13  |      |     |     |     |     | 26  |     |     |     |     |     |     |     | 72     |      |
| 29         | Franck Perera      | 14  | 20  |      | 6    |     |      |     |     |     |     |     |     |     |     |     |     |     | 15  | 71     |      |
| 30         | John Andretti      |     |     |      |      |     | 16   | 19  | 16  | 11  | 21  |     |     |     |     |     |     |     |     | 71     |      |
| 31         | Tomas Scheckter    |     |     |      |      | 23  | 24   |     | 25  |     |     |     |     |     |     |     | 27  | 21  | 26  | 66     |      |
| 32         | Alex Tagliani      |     |     |      | 7    |     |      |     |     |     |     |     |     |     |     |     |     | 22  | 12  | 56     | 4    |
| 33         | Paul Tracy         |     |     |      | 11   |     |      |     |     |     |     |     |     |     | 4   |     |     |     |     | 51     |      |
| 34         | Sarah Fisher       |     |     |      |      |     | 30   |     |     |     |     |     |     |     |     | 15  |     |     | 24  | 37     |      |
| 35         | Roger Yasukawa     |     |     | 14   |      |     | DNQ  |     |     |     |     |     |     |     |     |     |     |     |     | 16     |      |
| 36         | } Davey Hamilton   |     |     |      |      |     | 14   |     |     |     |     |     |     |     |     |     |     |     |     | 16     |      |
| 37         | Buddy Lazier       |     |     |      |      |     | 17   |     |     |     |     |     |     |     |     |     |     |     |     | 13     |      |
| 38         | Alex Lloyd         |     |     |      |      |     | 25   |     |     |     |     |     |     |     |     |     |     |     |     | 10     |      |
| 39         | Jeff Simmons       |     |     |      |      |     | 28   |     |     |     |     |     |     |     |     |     |     |     |     | 10     |      |
| 40         | Franck Montagny 3  |     |     |      | 2    |     |      |     |     |     |     |     |     |     |     |     |     |     |     | 0      |      |
| 41         | David Martínez 3   |     |     |      | 8    |     |      |     |     |     |     |     |     |     |     |     |     |     |     | 0      |      |
| 42         | Jimmy Vasser 3     |     |     |      | 10   |     |      |     |     |     |     |     |     |     |     |     |     |     |     | 0      |      |
| 43         | Alex Figge 3       |     |     |      | 14   |     |      |     |     |     |     |     |     |     |     |     |     |     |     | 0      |      |
| 44         | Nelson Philippe 3  |     |     |      | 15   |     |      |     |     |     |     |     |     |     |     |     |     |     |     | 0      |      |
| 45         | Antônio Pizzonia 3 |     |     |      | 16   |     |      |     |     |     |     |     |     |     |     |     |     |     |     | 0      |      |
| 46         | Roberto Moreno 3   |     |     |      | 17   |     |      |     |     |     |     |     |     |     |     |     |     |     |     | 0      |      |
| 47         | Juho Annala 3      |     |     |      | 18   |     |      |     |     |     |     |     |     |     |     |     |     |     |     | 0      |      |
|            | Dario Franchitti   |     |     |      |      |     |      |     |     |     |     |     |     |     |     |     |     |     |     | 0      | 16   |
|            | Phil Giebler       |     |     |      |      |     | DNQ  |     |     |     |     |     |     |     |     |     |     |     |     | 0      |      |
|            | Max Papis          |     |     |      |      |     | DNQ  |     |     |     |     |     |     |     |     |     |     |     |     | 0      |      |
| Posiciones | Pilotos            | HMS | STP | MOT1 | LBH1 | KAN | INDY | MIL | TXS | IOW | RIR | WGL | NSH | MDO | EDM | KTY | SNM | DET | CHI | Puntos | SUR2 |

| Color       | Resultados                          |
| ----------- | ----------------------------------- |
| Oro         | Ganador                             |
| Plata       | 2.º lugar                           |
| Bronce      | 3.er. Lugar                         |
| Verde       | 4.º. & 5.º puesto                   |
| Azul Claro  | 6.º-10.º puesto                     |
| Azul Oscuro | Finished (Outside Top 10)           |
| Púrpura     | No acabó la carrera (Ret)           |
| Rojo        | No calificó (DNQ)                   |
| Café        | Retiro (Wth)                        |
| Negro       | Descalificado (DSQ)                 |
| White       | No Arrancó (DNS)                    |
| Blanca      | Sin participación participate (DNP) |
| Blanca      | No participó                        |

| In-line notation |                                                                 |
| Bold             | Pole position                                                   |
| Italics          | Corrió la vuelta más rápida en carrera                          |
| *                | Mayor número de vueltas lideradas en una competencia (2 points) |
| Novato del Año   |                                                                 |
| Novato           |                                                                 |

| Color       | Resultados                          |
| ----------- | ----------------------------------- |
| Oro         | Ganador                             |
| Plata       | 2.º lugar                           |
| Bronce      | 3.er. Lugar                         |
| Verde       | 4.º. & 5.º puesto                   |
| Azul Claro  | 6.º-10.º puesto                     |
| Azul Oscuro | Finished (Outside Top 10)           |
| Púrpura     | No acabó la carrera (Ret)           |
| Rojo        | No calificó (DNQ)                   |
| Café        | Retiro (Wth)                        |
| Negro       | Descalificado (DSQ)                 |
| White       | No Arrancó (DNS)                    |
| Blanca      | Sin participación participate (DNP) |
| Blanca      | No participó                        |

| In-line notation |                                                                 |
| Bold             | Pole position                                                   |
| Italics          | Corrió la vuelta más rápida en carrera                          |
| *                | Mayor número de vueltas lideradas en una competencia (2 points) |
| Novato del Año   |                                                                 |
| Novato           |                                                                 |

En cada carrera, se otorgan puntos a los conductores sobre las siguientes puntuaciones:
| Posición | 1  | 2  | 3  | 4  | 5  | 6  | 7  | 8  | 9  | 10 | 11 | 12 | 13 | 14 | 15 | 16 | 17 | 18 | 19 | 20 | 21 | 22 | 23 | 24 | 25 | 26 | 27 | 28 | 29 | 30 | 31 | 32 | 33 | DNS |
| -------- | -- | -- | -- | -- | -- | -- | -- | -- | -- | -- | -- | -- | -- | -- | -- | -- | -- | -- | -- | -- | -- | -- | -- | -- | -- | -- | -- | -- | -- | -- | -- | -- | -- | --- |
| Puntos   | 50 | 40 | 35 | 32 | 30 | 28 | 26 | 24 | 22 | 20 | 19 | 18 | 17 | 16 | 15 | 14 | 13 | 12 | 12 | 12 | 12 | 12 | 12 | 12 | 10 | 10 | 10 | 10 | 10 | 10 | 10 | 10 | 10 | 5   |

- Los empates en puntos se puede llegar a desempatar por el número de victorias, seguido en el orden por el número de 2.os lugares, 3.os lugares, etc., y luego por el número de pole positions, seguido de un número de veces haber calificado segundo, etc.